# Johan Larsson (fodboldspiller)
 For alternative betydninger, se Johan Larsson. (Se også artikler, som begynder med Johan Larsson)
Johan Larsson (født 5. maj 1990) er en professionel fodboldspiller fra Sverige der i dag spiller for den svenske klub IF Elfsborg, han har før spillet i Brøndby IF.

## Karriere
Larsson spillede i sine ungdomsår i Kinna IF indtil 2005, hvor han blev hentet til IF Elfsborg. Han spillede for ungdomsholdene og vandt det svenske mesterskab for ungdomsspillere.

### IF Elfsborg
Han fik sin debut for førsteholdet i 2010, og spillede i alt 149 kampe i den bedste svenske række for IF Elfsborg.

### Brøndby IF
Den 2. februar 2015, offentliggjorde Brøndby IF at de havde købt Larsson i IF Elfsborg. Prisen skulle være 500.000 euro.

### EA Guingamp
Den 1. januar 2019 forlod Larsson Brøndby IF ved kontraktudløb, og skrev kontrakt med EA Guingamp i den bedste franske liga. Opholdet blev dog aldrig den store succes, og han spillede kun en enkelt ligakamp og 3 pokalkampe for klubben, der i samme sæson rykkede ned. Efter nedrykningen valgte Larsson at ophæve sin kontrakt i klubben.

### Brøndby IF
Den 27 august 2019, vendte han tilbage til Brøndby IF hvor han fik en kontrakt gældende for resten af året.

### IF Elfsborg
Den 26 februar 2020, vendte han tilbage til Elfsborg Hvor han fik en toårig kontrakt.

## Hæder

### Individuelt
- Allsvenskan årets forsvarsspiller: 2014